# Starše
Starše so naselje, središče občine Starše.

## Znane osebnosti, povezane s krajem
- Jožef Lešnik, agronom in sadjar